# Zaburzenie wzorca homicidalnego
Zaburzenie wzorca homicidalnego – (Homicidal Pattern Disorder) – kategoria diagnostyczna, wzorowana na podręcznikach diagnostycznych takich jak DSM-IV, która opisywać ma syndrom seryjnego zabójcy.
Według S.J. Giannangelo seryjni mordercy przejawiają skupienie cech i zachowań w sposób wystarczająco konsekwentny by możliwe było rozpoznawanie właściwego im wzorca zachowań.

## 312.40. Zaburzenie wzorca homicidalnego
- Zamierzone i celowe morderstwo lub próby morderstwa nieznanych osób częściej niż jeden raz.
- Napięcie lub pobudzenie afektywne przez jakiś czas przed czynem.
- Przyjemność, zaspokojenie lub ulga w związku z popełnieniem czynów lub z myśleniem o nich.
- Cechy osobowości zgodne z diagnozą przynajmniej jednego zaburzenia osobowości z wiązki B (antyspołecznego, borderline, histrionicznego, narcystycznego).
- Rozumienie nielegalności działań i dalsze unikanie aresztowania.
- Motywem morderstwa nie jest korzyść finansowa, zatajenie działalności przestępczej, ekspresja gniewu czy chęci zemsty, reakcja na urojenie lub halucynację, nie wynika ono też z upośledzonego osądu (np. w otępieniu, upośledzeniu umysłowym, odurzeniu spowodowanym substancją).